# Johann Klein (Glasmaler)
Johann Evangelist Klein (auch: Johannes Klein; * 7. August 1823 in Wien; † 8. Mai 1883 in Venedig) war ein österreichischer Maler mit Schwerpunkt auf kirchlichen Glasgemälden und Hochschullehrer.

## Leben
Johann Evangelist Klein studierte in Wien an der Akademie der Bildenden Künste, wo Joseph von Führich zu seinen Lehrern gehörte. 1848 nahm er als Angehöriger der Akademischen Legion an der Revolution von 1848/1849 im Kaisertum Österreich teil. Ab 1854 unterrichtete er zunächst als Zeichenlehrer an der Oberrealschule in Schottenfeld. In der Folgezeit widmete er sich dem Studium gotischer Kunst und spezialisierte sich auf die Entwürfe für kirchliche Glasfenster und Mosaikgemälde. Er schuf zahlreiche Kartons für Kirchenfenster in Österreich und Deutschland, darunter Fenster im Kölner Dom und im Stephansdom in Wien.
Klein starb kurz vor der Fertigstellung der Kartons zum Turmfenster-Zyklus des Kölner Doms auf einer Reise nach Venedig.

## Arbeiten und Entwürfe (Auswahl)
- 1858; Fenster der Stadtkirche in Kempen,
- 1858: 22 Fenster der Pfarrkirche St. Georg in Bocholt,
- 1866: Votivfenster im Dom zu Nancy (gestiftet von Kaiser Franz Joseph I.),
- 1867: Fenster im Dom in Erfurt,
- 1868–1871: Kartons für die Ausmalungen von St. Maria im Kapitol nach Entwürfen von August Essenwein,
- 1869: sieben Fenster in der Votivkapelle des Alten Doms in Linz,
- 1871: ein Fenster im Martinsdom in  Bratislava,
- 1874: Fenster in St. Lamberti in Münster,
- 1874: fünf Fenster im St.-Paulus-Dom in Münster,
- 1874–1875: mehrere Fenster in St. Johann Baptist in Köln,
- 1878: Fenster des Marienchors in der Pfarrkirche in Goch,
- 1881: Chorfenster in Groß St. Martin in Köln,
- 1881: einzelne Fenster in St. Maria im Kapitol in Köln,
- Wien, einzelne Fenster im Stephansdom
- Mödling, Fenster der Kirche
- Köln, Turmfenster-Zyklus im Kölner Dom (nur teilweise erhalten, 1994–2010 rekonstruiert)[2]
- Illustrationen zum Messbuch Missale Romanum. Verlag Friedrich Pustet, Regensburg (ab der 12. Auflage)

## Mappenwerk
- Johann Klein, Carl Lind: Kirchliche Kunst. Cartons für Glasmosaik, Tafelmalerei etc. I.–III. Folge, Perles, Wien 1880/84, (urn:nbn:de:bvb:22-dtl-0000003679).